# MASkargo
MASkargo (Malaysia Airlines Cargo Sdn. Bhd.) è la divisione cargo di Malaysia Airlines. La sede è presso l'aeroporto Internazionale di Kuala Lumpur. La compagnia effettua voli cargo sia regolari che charter, inoltre si occupa del trasporto merci via terra collegando i principali porti ed aeroporti della Malaysia.

## Storia

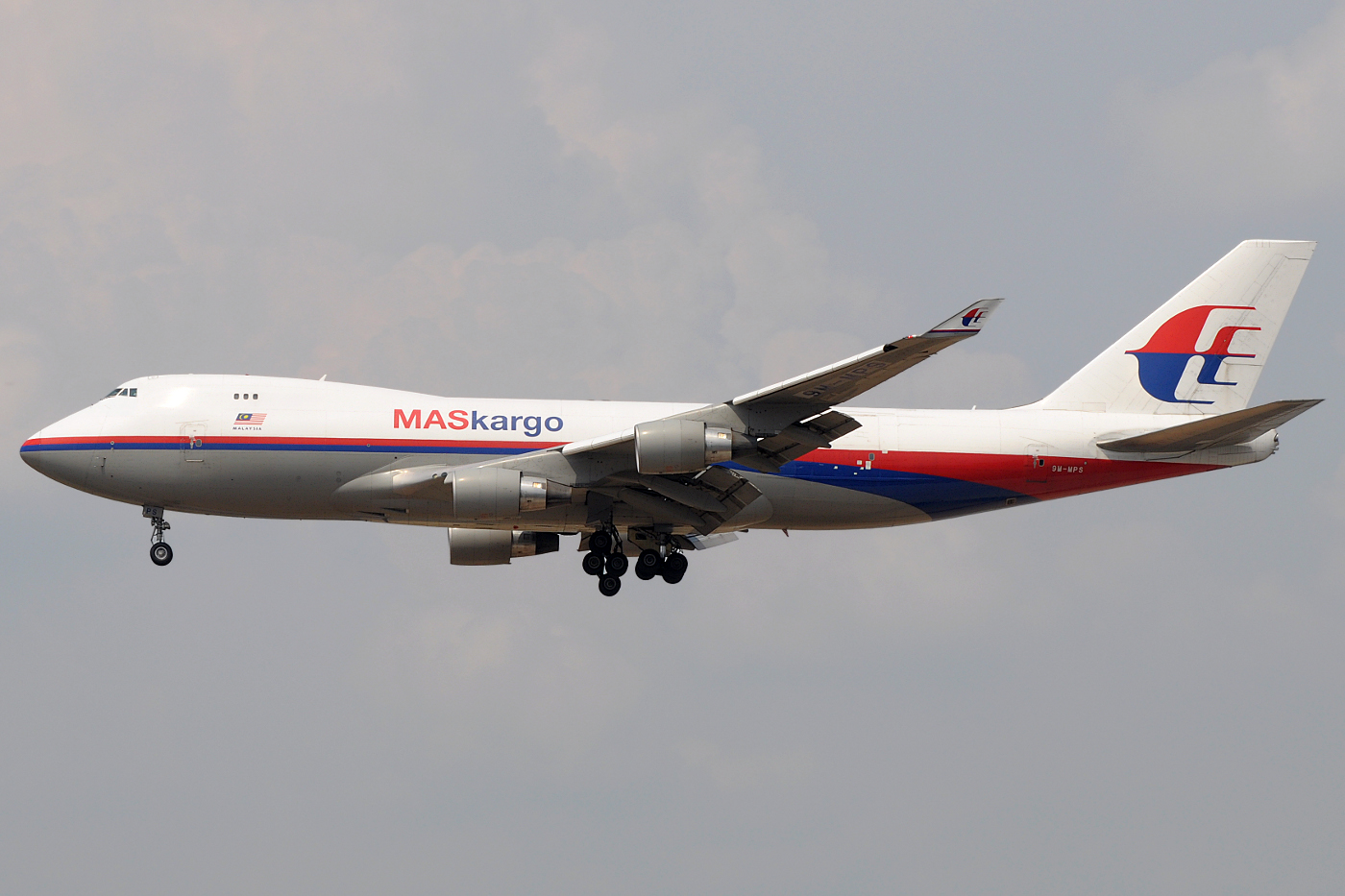
Un B747-400F di MASkargo con la vecchia livrea

La compagnia è stata fondata nel 1972 per gestire il trasporto delle merci tramite la rete globale di Malaysia Airlines. Nell'aprile 1997 è diventata una sussidiaria di Malaysia Airlines, ricevendone due Boeing 747-200F.
A partire dal 2010 è stata ridefinita la livrea degli aerei della compagnia, in modo da distinguerli da quelli della casa madre: il colore predominante è diventato il bianco, con il logo posto sull'impennaggio verticale ed il marchio MASkargo dipinto sulla fusoliera.
Il 30 aprile 2015, in seguito alla sopravvenuta crisi finanziaria, Malaysia Airlines ha annunciato di voler vendere o affittare l'intera flotta di MASkargo. 
Il 1º novembre 2015 l'amministratore delegato di Malaysia Airlines ha dichiarato alla stampa che MASkargo non sarebbe stata chiusa.

## Flotta
La flotta di MASkargo, a giugno 2016, comprende i seguenti velivoli:
| Aeromobile       | Numero | Capacità (kg) | Note |
| ---------------- | ------ | ------------- | ---- |
| Airbus A330-200F | 4      | 67 000        |      |
| Boeing 747-400F  | 2      | 120 000       |      |

## Curiosità
MASkargo è la seconda compagnia aerea cargo ufficiale della Formula Uno per l'annuale Gran Premio della Malesia.